# 脈動 (地震学)
脈動とは、通常背景的にノイズとして現れる地面の連続的な振動のうち、特にその周期が2, 3秒から10秒程度までの比較的長周期のものを指す。英語では “hum”とも表記されるが、雑微動（常時微動）とは区別される。一般に海洋及び湖などの自然現象による水波によって引き起こされ、構造を反映して陸上で微弱な振動として観測できる。脈動の特徴については今なおBhattによって議論されている。海洋波における振動は長期にわたって統計的にも均一であると確認できるため、脈動は地面の連続的な振動波であるといえる。主にRayleigh波（レイリー波）とLove波（ラブ波）に分類でき、前者は活発ではあるが、後者も複合波を形成するうえで重要な波といえる。脈動を視覚的に、あるいは電気信号的に観測できた実例は多く論文などにも挙げられており、その振幅は通常10マイクロメートルを超えない。

## 脈動の検出方法とその特性
脈動は特性上、地球上のあらゆるところで観測が可能である。

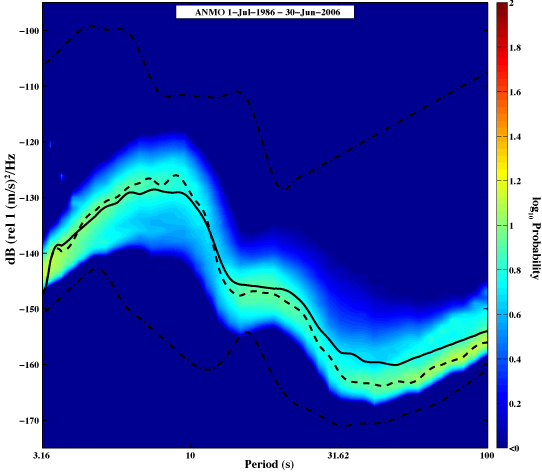
アメリカ、ニューメキシコ州アルバカーキに設置されたIRIS Consortium / USGS Global.Seismographic NetworkのANMOステーションが記録した20年間分のデータを右の図に示している（連続垂直成分地震波速度データのパワースペクトル密度確率密度関数。上限と下限は一般的な地震計で観測できる周期帯の値の限界値に近似する。）。実線と破線はそれぞれ確率密度関数の中央値（メジアン）と最頻値（モード）を表している。

海波からの卓越した脈動は、特徴的な波の周期に由来し、約4から30秒にピークを示す。この脈動の波には2つのピークが存在しているといわれる。その中でも16秒に近い周期の波は弱い波として現れ、その発生は浅い海で発生する表面張力波によって説明できる。これらの「弱い」脈動は生成する海波の周期に近い周期を示し、通常一次脈動と呼ばれる。一方短周期の比較的強い脈動は、内部擾乱にも起因するところがあるものの、等周期の反対方向に伝搬する波による相互作用によって励起される。（定常波）この波は脈動を励起させる海の波の半分の周期半分であり、二次脈動といわれる。”Earth Hum”と英語で表記されるのも、脈動はいわば地球の自由振動といえ、また常に検出可能な波であることに由来する。周期300秒までの間は、垂直方向に現れる波がほぼRayleigh波に対応するが、重力による表面張力波や海底環境によっても左右される。この垂直成分の波は大陸棚と深海底の間の移行領域と呼ばれる割れ目から発生している可能性が否めない。
その結果、二次脈動から長周期脈動までの解析は地殻構造を知る手掛かりになると予測できる。この解析は主に季節間における変動または数十年にわたる変化を推定するために用いられる。これらの解析には地震波や表面波の伝搬についての知識に富んでいる必要がある。

## 第一次脈動の発生
最初に一次脈動のメカニズムについて詳細を発表したのはクラウス ハッセルマン（英：Klaus Hasselmann）である。初期の説は一定の傾斜を与えた模式的な説明を用いた単純な脈動の発生源の提唱であったとされる。しかし実際に観測される地震の脈動を観測するにはこの勾配を5％以上に大きくする必要があり、現実的とは言えない。一方小規模な海底地形においての脈動の励起を考えるときはそれほど急勾配である必要はなく、特定のケースに絞って海底面においての波動の相互関係の調査に限定できる。誤差を無視すれば表層部を伝搬していく表面波を視覚的に単純な正弦波で表すことができ、水深に伴う振動波を簡潔に一般化できるという利点がある。

Fig.1 海底の地形と海波の干渉による波の発生。ここで、周期12秒の波は平均水深100 m、波長205 m、振幅20 mの海底を伝わる波と相互的に作用する。この条件は実際の海洋波よりははるかに速い設定である。波長L 1が海底の波長L 2より短い場合は波の方向に伝わり、反対であればこの図が示すような伝搬の仕方をする。大きな波は と表せる。

しかしながら実際の海底では幅広い周期の波が全方向に向かって伝搬していくため、かねてより脈動研究者の目標である脈動及び波の発生源は地震に比べ格段に特定しにくい種類の波であることが言える。

## 第二次脈動の発生
脈動などの複合波は異なる周波数や方向の2つの表面波列の相互的な作用により生成される。ほぼ同じ方向に伝播する2つ以上の波同士の場合、群となって移動する大きな波があらわれる。この波は水波の位相速度よりも遅い伝わり方をする。（アニメーション参照）周期が約10秒の典型的な海洋波の場合、これらの波の群速度は10 m/sに近い。
反対方向の伝播方向の場合、グループははるかに速い速度で移動し、その速度は相互作用する水波の波数k 1とk 2を用いて下記の式で表される。
{\displaystyle {\rm {2\pi (f_{1}+f_{2})/(k_{1}-k_{2})}}}

Fig.2 2つの同じ方向の波によって生成された波群。青い波は、赤波と黒波の重ね合わせの結果である。 赤と黒の波の頂点上にある点を見ると、この波はサイン波の位相速度で移動し、大きな波のグループはよりゆっくりと伝播することがわかる。（アニメーション、GIF画像）

周波数の差が非常に小さい波列の場合、この波群の速度は、地震波と同じ速度（1500から3000 m/s）になる場合がある。

Fig.3 2つの反対方向の波によって生成された波群。青い波は、赤波と黒波の重ね合わせの結果である。赤と黒の波の頂点上にある点を見ると、この波はサイン波の位相速度で移動するが、大きな波のグループはFig.1より速く伝播する。（アニメーション、GIF画像）

深海での海洋波による振動波は一次的に海面にかかる圧力によるものとされている。この圧力は、水の密度と波の軌道速度の 2乗の積にほぼ等しくなる。（アニメーションでは和の振幅、波群（図の青線）が重視されるべきであることを示唆している）
実際の海の波は無限の波列で構成されており、また常に反対方向に伝播するエネルギーがある。さらに地震波は水波よりもはるかに速いため、地震ノイズの発生源は等方性であるゆえに同じ量のエネルギーがすべての方向に放射される。実際には、多くの量の波エネルギーが相反方向に移動しているときに、地震エネルギーの源が最も強くなることが分かっている。これは、ある嵐からのうねりが、別の嵐からの同じ周期の波と出会う時、乃至は海岸反射が起こった時に発生する。
ただ、これらの特徴は地質学的状況に応じて、観測所に近い海洋状態もしくは島であればその海域全体の様子がノイズとして観測される例が少なくない。したがって前述したように、本来のノイズ特性を理解するには、地震波や表面波などの伝播方法を理解する必要がある。

## 海洋層に反映されるRayleigh波：自由波 強制波
二次脈動はRayleigh波が大部分を構成する。水粒子と固体地球に含まれる粒子は、伝播する際に波によってエネルギーに置き換えられ、水層は、セレリティ、群速度、および表面張力波からRayleigh波へのエネルギー伝達を定義する上で非常に重要な役割を果たす。

## 参考資料
- Aster, R.; McNamara, D.; Bromirski, P. (2008), “Multi-decadal climate-induced variability in microseisms”, Seismological Research Letters 79 (2):  194–202, doi:10.1785/gssrl.79.2.194
- Rhie, J.; Romanowicz, B; Romanowicz, B. (2004), “Excitation of Earth's continuous free oscillations by atmosphere-ocean-seafloor coupling”, Nature 431 (7008):  552–556, Bibcode: 2004Natur.431..552R, doi:10.1038/nature02942, PMID 15457256